# Trasa Spacerowa Rezerwatów
Trasa Spacerowa Rezerwatów, česky Stezka rezervacemi pro pěší nebo Procházka po rezervacích, je turistická značená stezka, resp. naučná stezka, na pravém břehu řeky Olza (Olše) a levém břehu řeky Bobrówka poblíž česko-polské státní hranice ve městě Cieszyn (Těšín) v okrese Těšín v jižním Polsku. Geograficky se nachází v mezoregionu Pogórze Śląskie (Slezské podhůří) na Těšínsku v Horním Slezsku a ve Slezském vojvodství.

## Historie a popis
Trasa Spacerowa Rezerwatów mě délku 10 km, vede po těšínských přírodních rezervacích a je značená zelenou barvou. Protože je to městská okružní stezka, tak její projití může začít na každém místě stezky. Stezka vede městskou aglomerací a také přírodními rezervacemi Rezerwat przyrody Lasek Miejski nad Puńcówką a Rezerwat Przyrody Lasek Miejski nad Olzą. Terén vede i do kopců

## Další informace
Okružní stezka je celoročně volně přístupná.

## Galerie

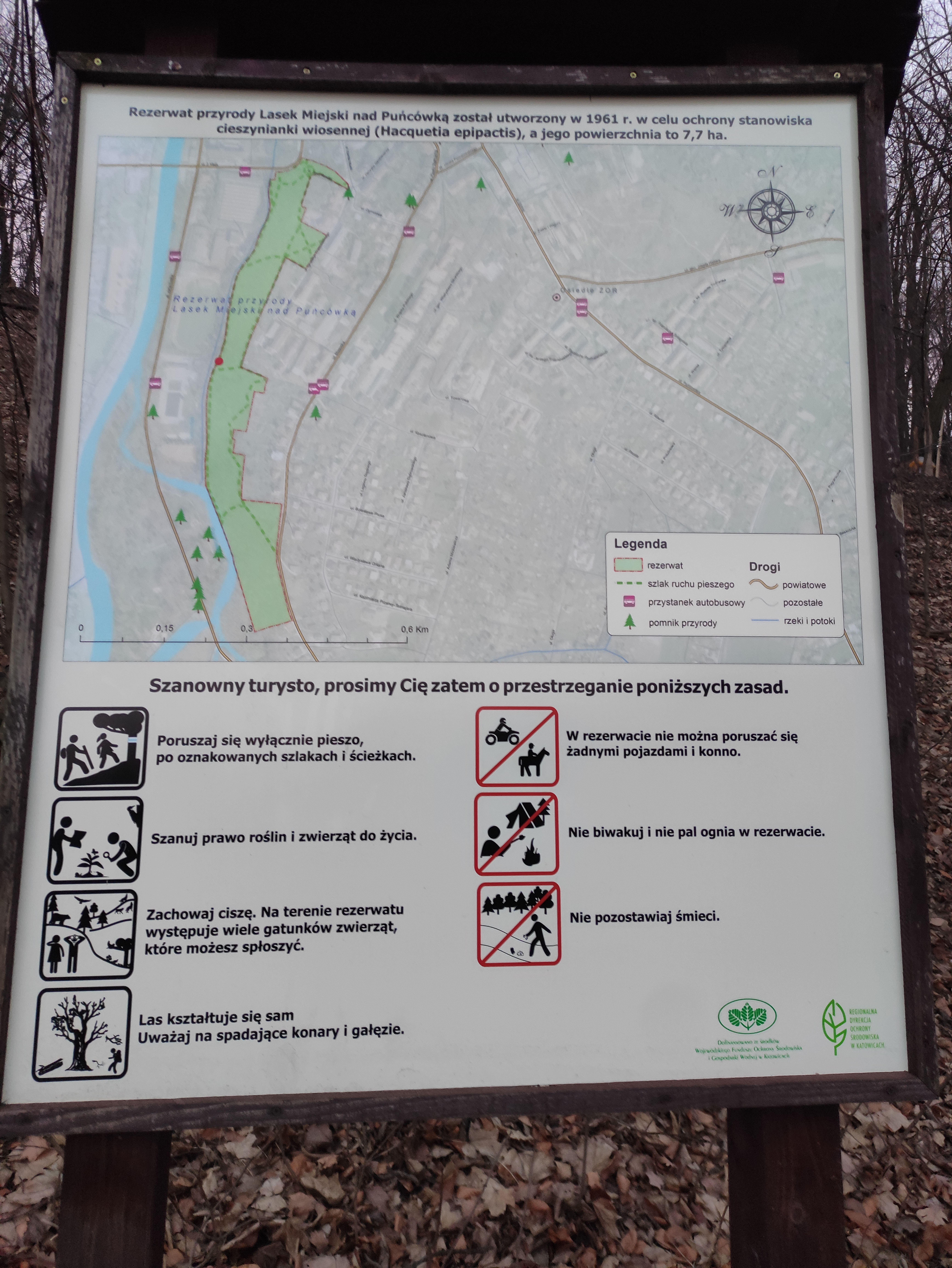
Mapa
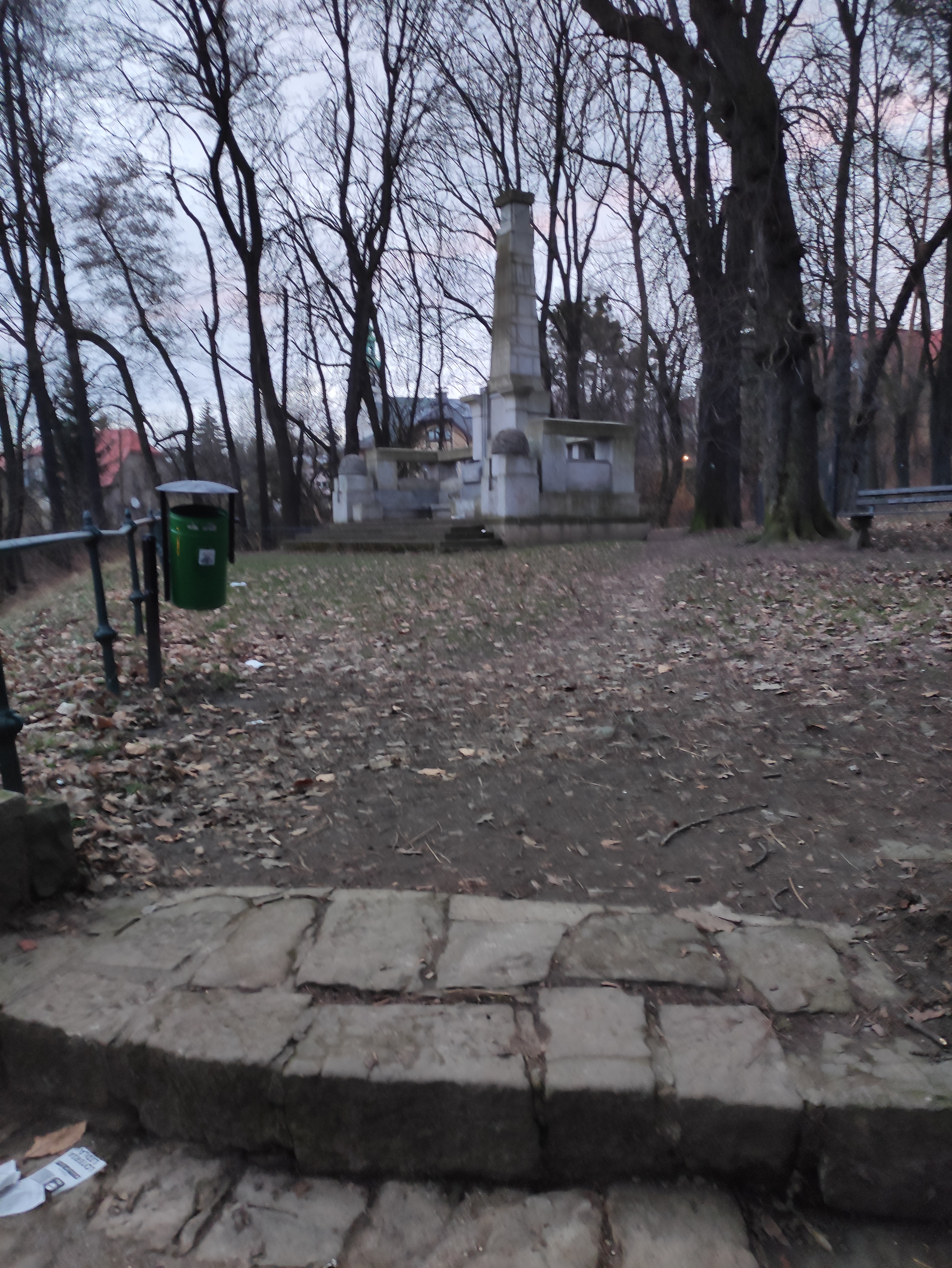
U pomníku